# Gustave Van den Broeck
Gustave Egide Van den Broeck (Antwerpen, 4 oktober 1865 - 7 februari 1944) was een Belgisch ondernemer en politicus voor het Katholiek Verbond van België.

## Levensloop
Gustave was een zoon van de scheepsmakelaar en volksvertegenwoordiger Louis Van den Broeck. Hij trouwde met Jeanne Pottieuw (1868-1927) en ze hadden een dochter, Georgette. 
Na middelbare studies die hij, zoals zijn vader, doorliep bij de jozefieten in Melle, kwam hij bij zijn vader werken en richtten ze in 1884 de vennootschap Louis Van den Broeck et Fils op. In 1906 werd het Gustave E. Van den Broeck. De onderneming, in opvolging van de vennootschap Van Maenen & Van den Broeck, specialiseerde zich in de organisatie van stoombootdiensten, met regelmatige diensten tussen Antwerpen en Nederland en diensten naar Bayonne en Santander. Ze voer ook op de Rijn met grote stoomboten en lichters en zette zeilschepen in naar Noord-Amerika en Australië. Stilaan evolueerde de vennootschap van rederij naar scheepsmakelaarsbedrijf. Ze was algemeen agent van grote Nederlandse rederijen, zoals de Stoomvaartmaatschappij Nederland, de Koninklijke West-Indische Maildienst en de Koninklijke Hollandse Lloyd. 
Tijdens de Eerste Wereldoorlog was Gustave beheerder van een tiental Antwerpse hulporganisaties. Onmiddellijk na de oorlog zette hij zich in voor de opruiming van de haven die in deerlijke staat verkeerde. In vier maanden tijd werden onder zijn leiding meer dan zevenhonderd schepen gelost. Er werd ook één miljoen zeshonderdduizend kilogram grind, hout, zand en oorlogsmateriaal opgeruimd. 
Vanaf 1921 was hij gemeenteraadslid van Antwerpen. In 1925 werd hij verkozen tot katholiek volksvertegenwoordiger voor het arrondissement Antwerpen en vervulde dit mandaat tot in 1929.